# サマル・イスリャモヴァ
サマル・イェスリャーモワ（サマル・イリヤスキージー・イェスリャモワ、カザフ語: Самал Ілиясқызы Есләмова、Samal Iliiasqyzy Eslämova、1984年9月1日 - ）は、カザフスタンの映画女優。
彼女は、セルゲイ・ドヴォルツェヴォイ監督の映画『アイカ』に出演し、2018年のカンヌ国際映画祭で最優秀女優賞を受賞したことで国際的に認められた。
2018年にカザフスタンの名誉文化従事者を受賞した。

## 来歴
イェスリャモワは、ソビエト連邦、カザフスタン共和国、北カザフスタン地域のペトロパブルで生まれた。彼女はジャーナリストになることをずっと夢見ていたが、最終的には女優になることを決意した。
2008 年にロシア演劇芸術アカデミー – GITIS に在学中、イェスリャモワはセルゲイ・ドヴォルツェヴォイ監督の映画『トゥルパン』に出演。カザフスタンの草原での羊飼いの生活を描いたこの映画は、カンヌ国際映画祭ある視点部門の主要賞を受賞し、さらに世界中の国際映画祭で9つのグランプリを受賞。2011年に大学を卒業。 GITISの演技部門
10年後の2018年5月、彼女は同監督の『アイカ』での役でカンヌ国際映画祭 女優賞を受賞した。女優は、貧困のために子供を病院に預けざるを得なくなったキルギスからの移民労働者を演じた。撮影は6年間続いた。
2021年、イェスリャモワがロシアのニカ国立映画賞で映画『アイカ』での役柄により2019年度最優秀女優賞を受賞したことが発表された。新型コロナウイルス感染症のパンデミックにより、2019 年と 2020 年の授賞式は延期され、結果は 2021 年に発表された。

## 厳選されたフィルモグラフィー
- トゥルパン (2008) サマル役
- アイカ (2018) アイカ 役
- 馬泥棒。 Roads of Time (2019) アイガル 役
- Three (2020) 役：ディナ・サディホフ
- ちっちゃいサムライ　三浦正雄の子供時代

## 受賞とノミネート
| Associations                        | Year | Category                       | Work                             | Result     | Ref.   |
| ----------------------------------- | ---- | ------------------------------ | -------------------------------- | ---------- | ------ |
| Asia Pacific Screen Awards          | 2018 | Best Performance by an Actress | Ayka                             | ノミネート | [ 6 ]  |
| Asia Pacific Screen Awards          | 2019 | Best Performance by an Actress | The Horse Thieves. Roads of Time | ノミネート | [ 7 ]  |
| Asian Film Awards                   | 2019 | Best Actress                   | Ayka                             | 受賞       | [ 8 ]  |
| Cannes Film Festival                | 2018 | Best Actress                   | Ayka                             | 受賞       | [ 9 ]  |
| International Antalya Film Festival | 2018 | Best Actress                   | Ayka                             | 受賞       | [ 10 ] |
| Nika Award                          | 2021 | Best Actress                   | Ayka                             | 受賞       | [ 11 ] |
| Russian Guild of Film Critics       | 2020 | Best Actress                   | Ayka                             | ノミネート | [ 12 ] |